# Obsjtina Nedelino
Obsjtina Nedelino (bulgariska: Община Неделино) är en kommun i Bulgarien.   Den ligger i regionen Smoljan, i den södra delen av landet, 200 km sydost om huvudstaden Sofia.
Obsjtina Nedelino delas in i:
- Gărnati
- Izgrev
- Kotjani
- Kundevo
- Ogradna
- Sredets

Följande samhällen finns i Obsjtina Nedelino:
- Nedelino

I omgivningarna runt Obsjtina Nedelino växer i huvudsak blandskog. Runt Obsjtina Nedelino är det ganska tätbefolkat, med 83 invånare per kvadratkilometer.